# Dennis Ververgaert
Dennis Andrew Ververgaert (* 30. Mai 1953 in Hamilton, Ontario) ist ein ehemaliger kanadischer Eishockeyspieler, der im Verlauf seiner aktiven Karriere zwischen 1970 und 1981 unter anderem 591 Spiele für die Vancouver Canucks, Philadelphia Flyers und Washington Capitals in der National Hockey League auf der Position des rechten Flügelstürmers bestritten hat.

## Karriere
Ververgaert verbrachte seine Juniorenzeit zu Beginn des Spieljahres 1970/71 bei den St. Catharines Black Hawks aus der Ontario Hockey Association, die seine Transferrechte nach lediglich fünf Einsätzen jedoch zum Ligakonkurrenten London Knights transferierten. Bei den Knights spielte der rechte Flügelstürmer insgesamt drei Spielzeiten bis zum Sommer 1973. In diesem Zeitraum schaffte er es zweimal ins All-Star-Team gewählt zu werden. Seine stete Verbesserung der Punktausbeute bescherte ihm mit 147 Scorerpunkten am Ende der Spielzeit 1972/73 die Auszeichnung mit der Jim Mahon Memorial Trophy, die der punktbeste Rechtsaußen der Liga erhielt. Anschließend wurde Ververgaert im NHL Amateur Draft 1973 bereits an dritter Gesamtposition von den Vancouver Canucks aus der National Hockey League ausgewählt. In der konkurrierenden World Hockey Association machten sich die Teams hingegen wenig Hoffnung auf eine Verpflichtung des Außenstürmers und so wurde er erst in der sechsten Runde des WHA Amateur Draft 1973 an 67. Position von den New York Golden Blades gezogen.
Unmittelbar nach dem Draft wechselte der junge Kanadier in die Organisation der Vancouver Canucks und schaffte dort auf Anhieb den Durchbruch. In seinem Rookiejahr bestritt er eine erfolgreiche Saison, die er mit 57 Scorerpunkten abschloss. Es folgten noch fünfeinhalb weitere Spielzeiten in Diensten der Westkanadier, bei denen er in der Saison 1975/76 mit 71 Punkten, darunter 37 Tore, sein bestes Jahr in der Liga absolvierte. Als Mitglied der Vancouver Canucks wurde er in den Jahren 1976 und 1978 zum NHL All-Star Game eingeladen. Ververgaerts Zeit in Vancouver kam schließlich im Verlauf des Spieljahres 1978/79 zu einem Ende, als er Ende Dezember 1978 im Tausch für Drew Callander und Kevin McCarthy an die Philadelphia Flyers abgegeben wurde. Zwischen ihm und dem neuen Trainer Harry Neale war es im Verlauf der Spielzeit zu Differenzen über die Defensivarbeit des Stürmers gekommen, die schließlich zum Bruch führten. Darüber hinaus hatte er nach dem Abgang seines Sturmkollegen André Boudrias im Sommer 1976 nicht mehr zu seiner Form gefunden und hatte innerhalb des Kaders starke Konkurrent durch den Liganeuling Stan Smyl erhalten.
In Philadelphia entwickelte sich Ververgaert während seiner eineinhalb Spielzeiten dennoch zu einem Defensivstürmer. Bei den Flyers füllte er jedoch nicht die dominante Rolle aus, die ihm in Vancouver zugedacht gewesen war. Er blieb der Mannschaft bis zum Ende der Saison 1979/80 treu, ehe sein Vertrag seitens des Vereins aufgelöst wurde. Im Oktober 1980 heuerte der Angreifer daraufhin als Free Agent bei den Washington Capitals an. Nach nur einer Spielzeit beim Hauptstadtklub erwogen diese, ihre Vorjahresverpflichtung vor der Spielzeit 1981/82 in die Minor Leagues abzustellen. Der Abstellung kam Ververgaert jedoch zuvor und beendete in der Folge seine aktive Karriere im Sommer 1981 mit nur 28 Jahren vorzeitig.

## Erfolge und Auszeichnungen
| - 1972 OHA Second All-Star Team - 1973 Jim Mahon Memorial Trophy - 1973 OHA First All-Star Team | - 1976 Teilnahme am NHL All-Star Game - 1978 Teilnahme am NHL All-Star Game |

## Karrierestatistik
(Legende zur Spielerstatistik: Sp oder GP = absolvierte Spiele; T oder G = erzielte Tore; V oder A = erzielte Assists; Pkt oder Pts = erzielte Scorerpunkte; SM oder PIM = erhaltene Strafminuten; +/− = Plus/Minus-Bilanz; PP = erzielte Überzahltore; SH = erzielte Unterzahltore; GW = erzielte Siegtore; 1 Play-downs/Relegation; Kursiv: Statistik nicht vollständig)